# Assedio della Mirandola (1705)
L'assedio della Mirandola del 1705 fu uno scontro militare avvenuto poco dopo l'assedio di Verrua Savoia tra l'esercito francese e quello tedesco durante la guerra di successione spagnola.
L'assedio fu molto significativo per la storia del Ducato della Mirandola, poiché il sedicenne duca Francesco Maria II Pico decise di schierarsi a favore dei francesi, inizialmente vincitori, e per tale scelta venne accusato di fellonia dall'imperatore a cui doveva obbedienza. Pochi anni dopo, al ritorno degli imperiali a Mirandola, il piccolo stato rimasto indipendente per 400 anni venne venduto agli Este e spogliato delle sue ricchezze.

## Contesto
Dopo la presa di Revere, l'esercito francese iniziò da lontano un blocco dei rifornimenti diretti a Mirandola, anche se vi furono diverse scorrerie di soldati tedeschi nei paesi vicini.
Dal 27 luglio 1704 i francesi "salutarono con una tempesta di bombe" la piazza di Mirandola per cinque giorni, ma con poco successo (provocarono la morte di un solo uomo, alcuni feriti e diversi danneggiamenti di case e chiese;) cosicché i francesi decisero di continuare il blocco a distanza per tutto l'inverno successivo.
Tra il 1704 e il 1705 nei territori di Bondanello e Concordia sulla Secchia vi furono scontri tra soldati imperiali e ispano-francesi per il controllo del basso mantovano e del mirandolese. Dopo diversi scontri sanguinosi, il forte di Bondanello e Concordia furono infine conquistati dai francesi che da lì partirono per l'assedio della Mirandola.
Già nel mese di gennaio 1705 il generale francese Langallerie aveva tentato di ingannare la guarnigione tedesca, inviandovi una falsa lettera del generale Enrico di Leininghen nella quale si comunicava che, causa difficoltà sul fronte ungherese, non era possibile inviare alcun soccorso e pertanto dovevano arrendersi ai francesi. Il comandante Königsegg tuttavia sospettò della veridicità della lettera, in quanto contraria agli ordini precedenti, e ad ogni modo decise di rispondere in maniera prudente ma non abbandonò la città. Poco dopo i francesi inviarono una seconda lettera falsa, ma anche questa volta venne scoperto il sigillo contraffatto: a questo punto Königsegg fece tagliare il naso e le orecchie al messaggero, che così venne rispedito ai francesi quale risposta in modo tale che i francesi smettessero con queste frodi.
Quando nella primavera del 1705 giunse la notizia che il principe Eugenio di Savoia stava per tornare in Italia con un esercito di 20 000 soldati, i francesi si affrettarono a porre l'assedio alla città-fortezza di Mirandola, che all'epoca tenuta dal conte Dominik von Königsegg-Rothenfels che la difendeva con circa 1 000 soldati. Per dirigere l'assedio venne inviato uno dei più esperti ingegneri militari francesi dell'epoca: il tenente generale Louis Lapara de Fieux

## Terreno
La Mirandola era una piccola piazzaforte con bastioni, con un fossato pieno d'acqua che la circondava.
Aveva circa 1000 uomini di guarnigione, comandati dal generale tedesco Lotario di Königsegg.
L'imponente torrione-mastio del castello dei Pico era all'epoca considerato ancora come inespugnabile  (poi andato distrutto nel 1714).

## Svolgimento del conflitto

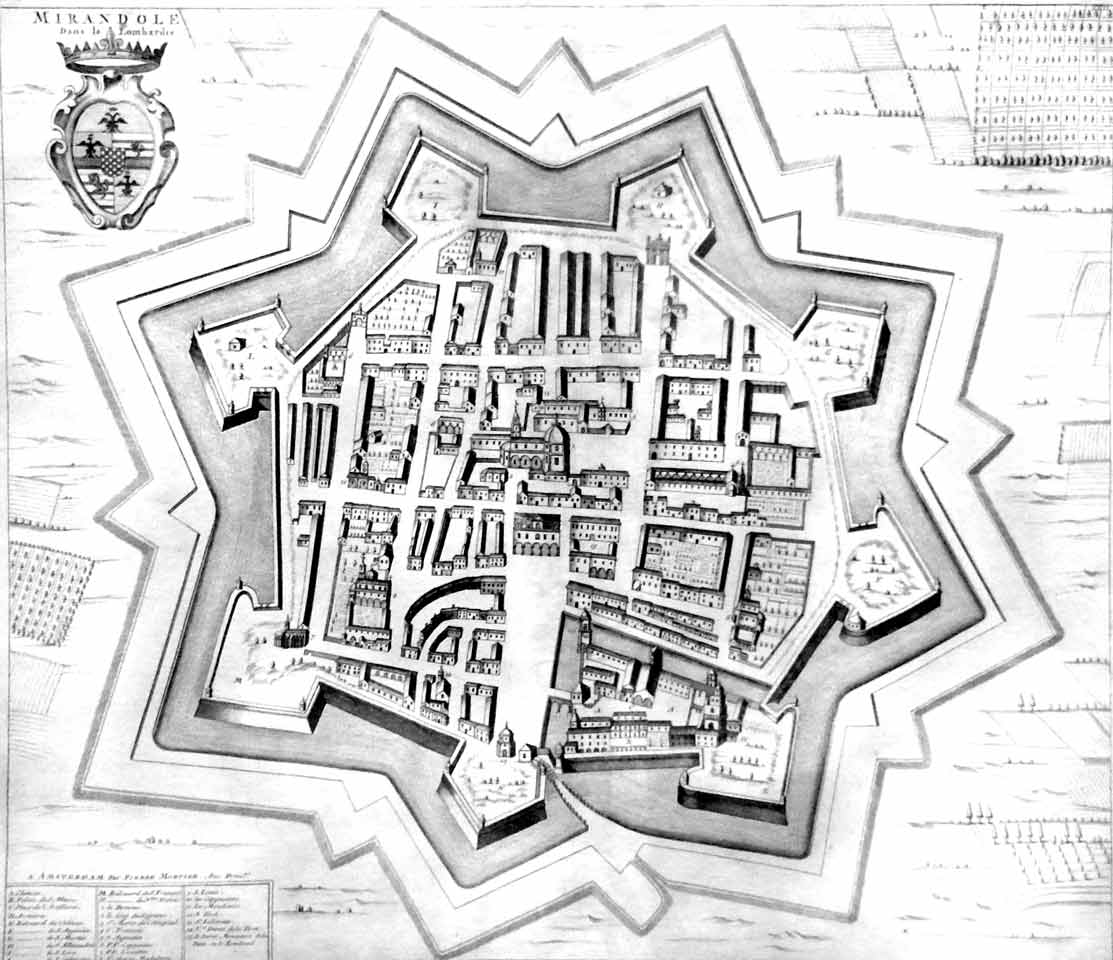
La pianta di Mirandola in una stampa del 1704

Lapara fu inviato quale comandante in capo dell'assedio di Mirandola, dove il principe Eugenio di Savoia aveva una guarnigione, per avere un punto d'appoggio nel Basso mantovano dietro la Secchia. Arrivò di fronte alla Mirandola il 18 aprile con 3 000 soldati (secondo altre fonti 5 000 uomini) e trovò che il luogo non era delimitato: decise così di isolare il forte della Motta, che era abbastanza distante dal castello dei Pico. La guarnigione della Motta composta da 100 soldati, vedendosi tagliate le comunicazioni con la roccaforte, si affrettò ad evacuarla il 20 maggio, ma cadde in un agguato e 50 uomini furono catturati, mentre altri 50 riuscirono a raggiungere la fortezza di Mirandola.

A questo punto Lapara aveva a sua disposizione solo 9 battaglioni e 4 squadroni sotto il suo comando. Per l'assedio poté disporre di 23 bocche da fuoco, 800 picconi, 1 600 pale, 120 assi, 600 serpi e 6 000 sacchi di terra. I pezzi d'artiglieria erano stati forniti con 500 proiettili ciascuno. I dintorni del luogo offrirono molta legna per farne fascine. Accettando il comando affidato a lui e vedendo l'esiguità dei mezzi a sua disposizione, Lapara aveva scritto:
(Lapara)

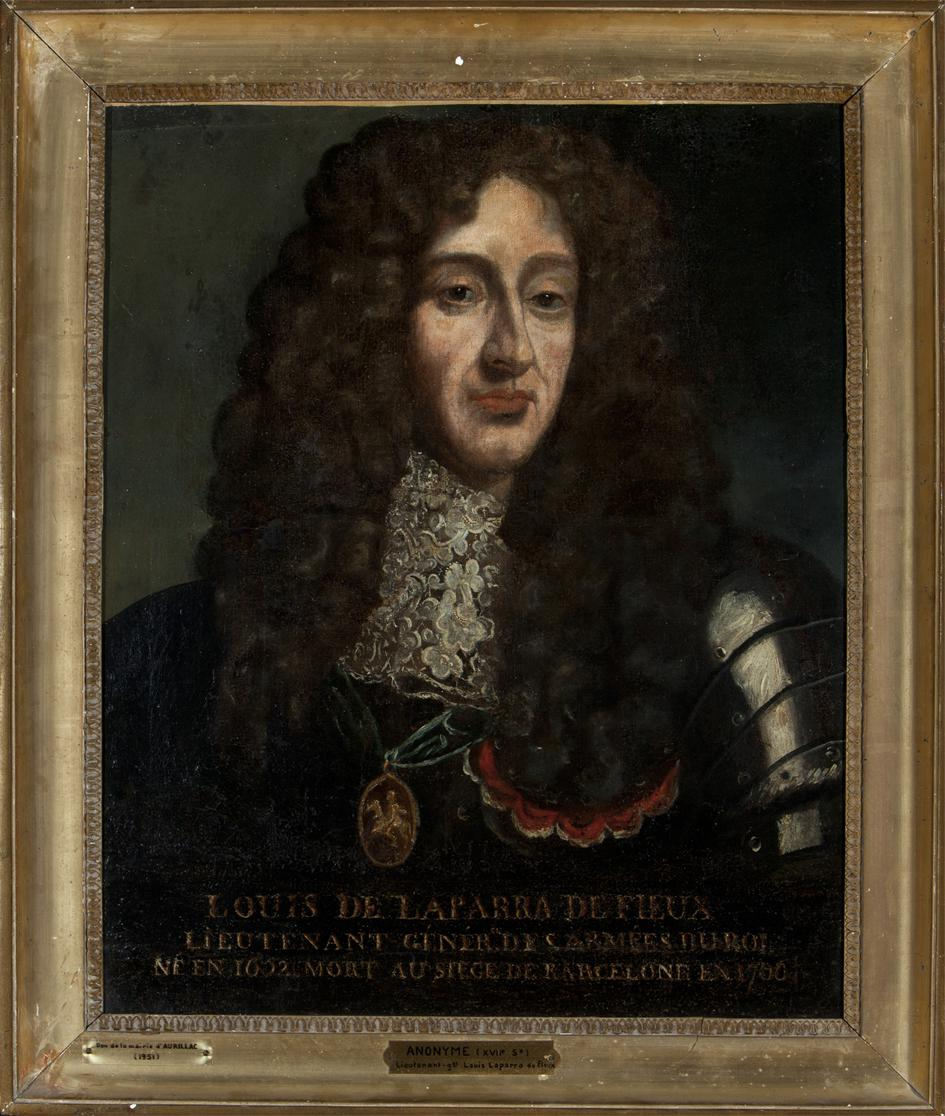
Il generale francese Louis Lapara di Fieux

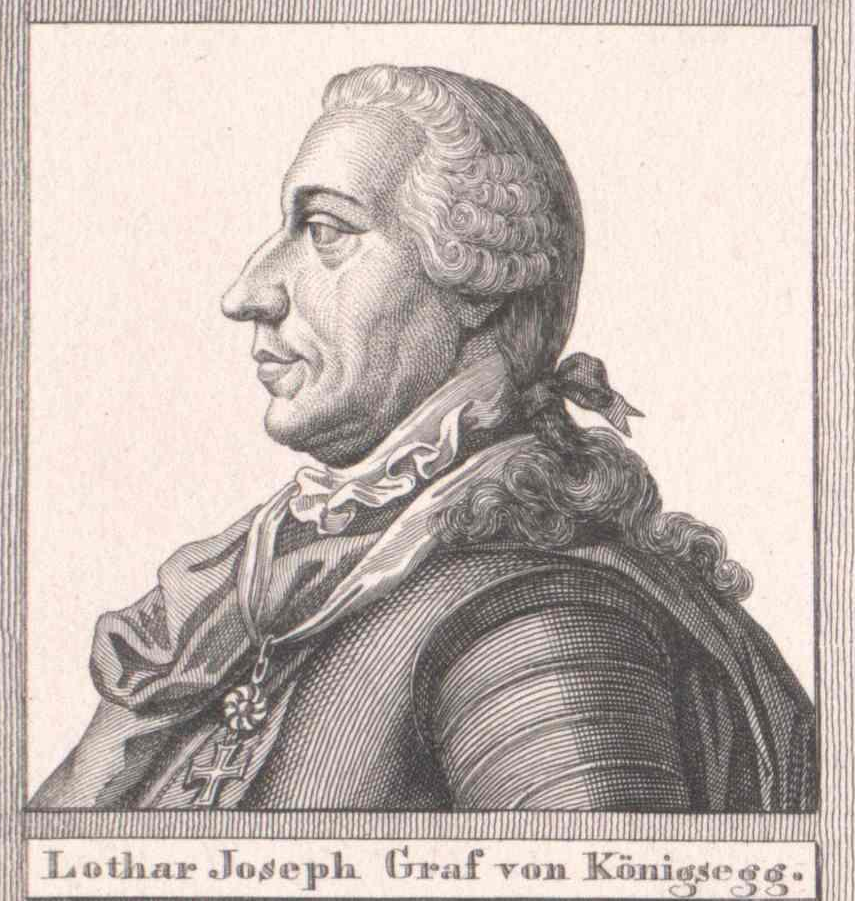
Il generale alemanno Joseph Lothar von Königsegg-Rothenfels

Il 20 aprile, Lapara impiegò 600 contadini (pagandoli con una pagnotta di pane al giorno, con l'alternativa di "parecchie bastonate ai riluttanti") per sistemare tutti gli accessi delle code delle trincee in una posizione tale da potervi entrare sotto ad una copertura, perché il terreno di battaglia era molto corto. Ha fatto solo un'apertura di trincea. L'attacco pianificato da Laparra fu semplice e ingegnoso, ma non poté servire da modello: un percorso, fiancheggiato da pezzi d'artiglieria, conduceva ad un punto situato a 100 tese (194,9 metri) dal centro del fronte, dove vie era una biforcazione in due semi-parallele, che abbracciavano il passaggio coperto, arrivando in alcuni punti a 60 tese (116,94 metri) dall'obbiettivo. Questi lavori preparativi vennero svolti in quattro notti. Lapara fece posizionare le batterie dei cannoni lungo queste parallele, anche se una pioggia durata tre giorni ne ritardò la costruzione. Fu necessario portare da Modena altro materiale ligneo per vuotare l'acqua del fossato.
L'artiglieria francese aprì il fuoco contro la piazza di Mirandola il 29 aprile (fino ad allora non aveva ancora sparato un colpo) e fu comandato di portare la piccola quantità di munizioni a disposizione.
Nella notte fra il 3 e 4 maggio, quindicesimo giorno dell'assedio, l'ingegner Lapara guidò i quattro pezzi d'artiglieria posti nella trincea coperta, con l'obbiettivo di colpire l'argine del fossato pieno d'acqua da cui doveva passare. Allo stesso tempo, Lapara fece scavare tre gallerie nascoste che passavano sotto la palizzata della strada coperta e che dovevano portare fino al bordo del fossato.
Il 6 maggio venne inviato da Mantova il tenente Della Riviera per portare alcuni cannoni di rinforzo ai francesi che, dopo aver dato fuoco alla batteria di cannoni stavano causando parecchi danni alle mura.
Il convento di San Francesco risultò gravemente danneggiato dai bombardamenti del 9 maggio.
Il 10 maggio i francesi riuscirono ad aprire una larga breccia nelle mura della città, che si arrese il giorno successivo.
La guarnigione di Mirandola, composta da 930 uomini, fu fatta prigioniera di guerra, cedendo altresì ai francesi due mortai e 40 pezzi di cannone. Il generale Kœningsegg che venne incarcerato a Modena, la quale venne conquistata dai francesi il successivo 13 maggio.

## Conseguenze
Lapara presentò al re una bandiera di guerra e l'abilità dimostrata fu elogiata dal gran priore Filippo di Vendôme, che scrisse:
(Filippo di Vendôme)
Mirandola rimase sotto al dominio francese fino al 1708, quando ritornò sotto agli imperiali. Poco dopo l'imperatore Giuseppe I vendette la Mirandola per 175 000 doppie (equivalenti ad una tonnellata d'oro) al duca di Modena Rinaldo d'Este.
Da questo momento la città della Mirandola, spogliata di tutte le sue ricchezze, iniziò il suo lungo declino. Pochi anni dopo, nel 1714, un fulmine fece scoppiare la polveriera del grande mastio del castello dei Pico, causando la distruzione di gran parte degli edifici della città.

## Monetazione durante l'assedio

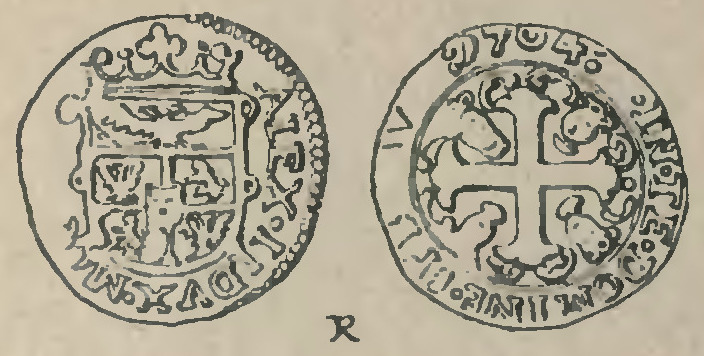
Moneta ossidionale del 1704

Durante l'assedio, il commissario cesareo ordinò nell'ottobre 1704 la coniazione di una moneta ossidionale per far fronte alle necessità di valuta. Tuttavia, non potendo fabbricare nuovi conii, vennero riutilizzati quelli già utilizzati sotto il dominio di Alessandro II Pico della Mirandola, a cui venne aggiunta l'apparente anacronistica data del 1704 (il precedente sovrano di Mirandola era infatti morto nel 1691). Questa moneta non venne accettata volentieri dalla popolazione, tanto che l'autorità imperiale dovette emanare una grida per imporre l'uso e l'accettazione di tale valuta:
Questi soldi che riportano la data del 1704 costituiscono l'ultima produzione numismatica della zecca di Mirandola (chiamata anche zecca dei Pico), che nel 1511 aveva iniziato la propria attività.